# 康納爾·麥卡萊尼
康納爾·麥卡萊尼（英語：Conor McAleny；1992年8月12日—）是一位英格蘭足球運動員。出身自埃弗頓的青訓系統，在場上的位置是前鋒。現時被英甲球隊費列活特外借至蘇超球隊基爾馬諾克。